# Католицька церква у Швейцарії
Като́лицька це́рква у Швейца́рії — найбільша християнська конфесія Швейцарії. Складова всесвітньої Католицької церкви, яку очолює на Землі римський папа. Керується конференцією єпископів. Станом на 2004 рік у країні нараховувалося близько 3 186 000 католиків (43,26% від усього населення). Існувало 8 діоцезій, які об'єднували 1662 церковних парафій.  Кількість  священиків — 3000 (з них представники секулярного духовенства — 1775, члени чернечих організацій — 1225), постійних дияконів — 157, монахів — 1606, монахинь — 5679.